# Wareneinsatz
Wareneinsatz ist im Rechnungswesen und Handel die Summe aller in einem Geschäftsjahr verkauften Waren, bewertet mit dem Einstandspreis. 

## Allgemeines
Im Handel ist der Wareneinsatz von besonderer Bedeutung, weil er einen überproportionalen Anteil an den Gesamtkosten einnimmt und die Geschäftstätigkeit repräsentiert. Die Handelsbetriebe beschaffen die Handelswaren oder Commodities und verkaufen sie typischerweise ohne Weiterverarbeitung. Das Pendant in der Industrie zum Wareneinsatz ist der Materialaufwand.

## Berechnung
Ausgangspunkt ist auf dem Warenkonto der Anfangsbestand zu Beginn des Geschäftsjahres, dessen Veränderungen während des Geschäftsjahres durch Zugänge (Einkauf) und Abgänge (Verkauf) zu einem Endbestand am Bilanzstichtag führen:
```
  Anfangsbestand 
  + Warenzugang
  - Preisnachlass (Rabatte, Skonto)  
  - Warenendbestand
  = Wareneinsatzmenge 
  × Einstandspreis 
  = Wareneinsatz
```

Die bei Einkäufen erzielten Preisnachlässe (Rabatte, Skonti) sind von den Bezugskosten abzuziehen und dem durch Inventur ermittelten Warenendbestand gegenüberzustellen. Die sich ergebende Wareneinsatzmenge ist mit dem Einstandspreis zu multiplizieren, um den Wareneinsatz zu erhalten. Da sich durch Gegenüberstellung des Zugangs und des Endbestandes als Differenz die Warenverkäufe ergeben, ist der Wareneinsatz nichts anderes als die während des Geschäftsjahres verkauften Warenmengen. Der Rohertrag ergibt sich aus den Umsätzen abzüglich des Wareneinsatzes. 
Während im Umsatz die Waren mit ihren Verkaufspreisen bewertet sind, werden sie beim Wareneinsatz mit ihrem Einstandspreis bewertet. Die Erfassung der Preisnachlässe und Bezugskosten hat zur Folge, dass der Wareneinsatz die im Laufe des Geschäftsjahres veräußerten Waren nicht mehr zu Einkaufspreisen, sondern zu Einstandspreisen angibt.
Der Wareneinsatz ist auch die Differenz aus dem Wareneingang und dem Warenausgang.

## Wareneinsatzquote
Die Wareneinsatzquote ist eine betriebswirtschaftliche Kennzahl, die im gesamten Handel verbreitet ist und besonders in Gastronomie und Hotellerie verwendet wird. Sie zeigt das prozentuale Verhältnis des Warenaufwandes zum Umsatz und vergleicht die Warenkosten mit dem Umsatz, wodurch sie die Effizienz des Wareneinsatzes erkennen lässt.
{\displaystyle {\text{Wareneinsatzquote}}={\frac {\text{Wareneinsatz}}{\text{Umsatzerlöse}}}\cdot 100}
Die Differenz zwischen Wareneinsatzquote und 100 % ist die Handelsspanne. Liegt beispielsweise der Wareneinsatz bei 400.000 € und der Umsatz bei 1.000.000 €, so beträgt die Wareneinsatzquote 40 %, die Handelsspanne entsprechend 60 %. Über die Wareneinsatzquote lassen sich Rückschlüsse auf Lieferanten, Einstandspreise, verwendete Rohstoffe und die eigene Preispolitik ziehen. Bei Filialen von Restaurantketten (etwa in der Systemgastronomie) sind Vergleiche auch mit Hilfe der Wareneinsatzquote möglich. Ihr Pendant ist in der Industrie die Materialintensität.

## Wareneinsatzquoten im Einzelhandel
Im Jahre 2013 gab es im deutschen Einzelhandel folgende Wareneinsatzquoten: Elektronik 69,5 %, Spielwaren 69 %, Buchhandel 68,3 %, Sportartikel/Camping 68 %, Möbelhandel 63,2 %, Glas/Keramik/Porzellan 61 %, Schuhe 60,8 %, Parfümerie 54,6 % oder Heimtextilien-Fachhandel 52,7 %. Im Vergleich zum erzielten Umsatz ist bei Elektronik und Spielwaren der Wareneinsatz relativ hoch und erreicht auch noch bei Heimtextilien mehr als die Hälfte des Umsatzes. 

## International
International und zum Beispiel nach den amerikanischen Rechnungslegungsvorschriften GAAP ist der Begriff Wareneinsatz von den Costs for Goods Sold abzugrenzen, die den so genannten Umsatzkosten gemäß dem deutschen Handelsgesetzbuch entsprechen. Letztere sind weiter gefasst als der Wareneinsatz und beinhalten z. B. Personalkosten sowie Gemeinkosten.